# Anticyathus tenuicaudatus
Anticyathus tenuicaudatus är en rundmaskart som beskrevs av Nathan Augustus Cobb 1920. Anticyathus tenuicaudatus ingår i släktet Anticyathus och familjen Linhomoeidae. Inga underarter finns listade i Catalogue of Life.